# Tomislavovac
Tomislavovac falu Horvátországban, Dubrovnik-Neretva megyében. Közigazgatásilag Stonhoz tartozik.

## Fekvése
Dubrovnik városától légvonalban 53, közúton 73 km-re, községközpontjától légvonalban 15, közúton 19 km-re északnyugatra, a Pelješac-félsziget középső részén fekszik. Településrészei Kozo, Ruskovići, Vukotići és Ivušići.

## Története
A határában található ókori vármaradványok és halomsírok tanúsága szerint Tomislavovac területén már ősidők óta élnek emberek. Az itt élt első ismert nép az illírek voltak, akik magaslatokon épített erődített településeken éltek és kövekből rakott halomsírokba temetkeztek. Illír erődített települések maradványai több helyen találhatók Tomislavovac határában is, így a Gruhovica, Mijančove grude nevű magaslatokon, valamint a vukotići Szentháromság templom közelében. Halomsírjaik közül is több mint egy tucat található a falu határában. Az illírek i. e. 30-ig uralták a térséget, amikor Octavianus hadai végső győzelmet arattak felettük. A római légionáriusok a félsziget több pontján letelepedtek magukkal hozva kultúrájukat, életmódjukat, szokásaikat. A római villagazdaságokban nagy mennyiségű gabonát, olívaolajat, bort, sózott halat és más élelmiszert állítottak elő, melyekkel élénk kereskedelmet folytattak. A Római Birodalom bukása után Dalmácia a gótok, majd a Bizánci Birodalom uralma alá került.
A horvátok ősei a 7. században érkeztek erre a vidékre. A 9. században már létezett a stoni püspökség, melynek egyházi fennhatósága alá ez a terület tartozott. Ekkoriban a Pelješac-félsziget Zahumlje területének részeként a tengerparti Horvát Fejedelemség része volt. A 12. században a Zahumlje térségének zavaros történeti időszakában a félsziget a raškai uralkodók uralma alá került. Több birtokos után a 14. század-ban a Pelješac-félsziget a Raguzai Köztársaság része lett, mely 1333-ban vásárolta meg Kotromanić István bosnyák bántól. Ezután egészen a  18. század végéig a Raguzai Köztársasághoz tartozott. Putniković Mária Magdolna plébániáját, melynek Tomislavovac is része  1749-ben alapították, előtte a žuljanai plébániához tartozott.
1806-ban a térség a Raguzai Köztársaságot legyőző franciák uralma alá került, de Napóleon bukása után 1815-ben a berlini kongresszus a Habsburgoknak ítélte. 1857-ben 401, 1910-ben 173 lakosa volt. 1918-ban az új szerb-horvát-szlovén állam, majd később Jugoszlávia része lett. A második világháború után lakosságának száma a kivándorlás miatt fokozatosan csökkent, bár ez a folyamat az utóbbi két évtizedben megállt. A település 1991-től a független Horvátországhoz tartozik. 2011-ben a településnek 104 lakosa volt. A lakosság régebben főleg halászattal és mezőgazdasággal foglalkozott, ma már főként a turizmusból él.

## Népesség
| Lakosság változása | Lakosság változása | Lakosság változása | Lakosság változása | Lakosság változása | Lakosság változása | Lakosság változása | Lakosság változása | Lakosság változása | Lakosság változása | Lakosság változása | Lakosság változása | Lakosság változása | Lakosság változása | Lakosság változása | Lakosság változása |
| ------------------ | ------------------ | ------------------ | ------------------ | ------------------ | ------------------ | ------------------ | ------------------ | ------------------ | ------------------ | ------------------ | ------------------ | ------------------ | ------------------ | ------------------ | ------------------ |
| 1857               | 1869               | 1880               | 1890               | 1900               | 1910               | 1921               | 1931               | 1948               | 1953               | 1961               | 1971               | 1981               | 1991               | 2001               | 2011               |
| 401                | 357                | 178                | 163                | 187                | 173                | 206                | 199                | 166                | 179                | 172                | 109                | 106                | 88                 | 112                | 104                |

## Nevezetességei
- A ruskovici Szent Anna templom a 16. században épült, 1990-ben megújították.
- A kozoi Rózsafüzér királynője templom a temetőben áll, felszentelése 1569-ben történt.
- A vukotići Szentháromság templomot a 16. században építették.

## Gazdaság
A lakosság fő bevételi forrása a turizmus mellett a halászat és a mezőgazdaság.